# Länsväg 221
Länsväg 221 går sträckan Bettna  -  Flen i Södermanlands län. Den är 18 km lång.
I norr ansluter länsväg 221 till riksväg 55/57 i en T-korsning i västra utkanten av Flen.
Därefter fortsätter vägen i en relativt rak sträckning söderut genom skog fram till avfarterna mot Hedenlunda slott och Vadsbro kyrka, och passerar förbi Vadsbro stationssamhälle vid järnvägslinjen Sala-Oxelösund. där en svagt kuperad jordbruksbygd präglar landskapet. En bit söder om Vadsbro börjar en relativt nybyggd, rakare och bredare sträckning av länsväg 221. Efter vägskälet mot Ålspånga säteri blir vägen betydligt smalare och kurvigare för att sedan åter bli rak, och som leder förbi Bettna samhälle innan den ansluter till riksväg 52 (Nyköping-Katrineholm) i en T-korsning.

## Anslutningar
- Riksväg 52
- Riksväg 55
- Riksväg 57

Vägen korsar en järnväg planskilt, Järnvägslinjen Sala–Oxelösund.

## Historia
Under perioden 1945-1962 var denna sträcka en del av länsväg 221 som gick Bettna-Flen-Strängnäs-Enköping. Under perioden 1962-1985 var nuvarande länsväg 221 en del av riksväg 58. 1985 återinfördes länsväg 221 som sedan dess går i nuvarande sträckning.